# Leila Ameddah
Leila Ameddah (Batna, 21 d'abril de 1962) és una escultora i pintora algeriana que ha participat en diverses exposicions nacionals i internacionals des del 1984. La seva obra s'emmarca dins dels corrents de l'art semi-abstracte i del lletrisme. Leila Ameddah és una artista visual autodidacta que viu i treballa a Batna. Ameddah va rebre influències de la tradició amaziga i del seu treball de reconstrucció dental.

## Exposicions
Va dur a terme les primeres exposicions durant els seus anys d'estudiant (1983-1989) i posteriorment va prendre part en esdeveniments artístics nacionals i internacionals, amb l'ordre cronològic següent:
- 1984 - Exposició individual a la Universitat de Batna.
- 1986 - Exposició individual a la Universitat de Constantina
- 1987 - Exposició a duo amb la seva germana enginyera; Hafssa (miniatura) a Constantina
- 1992 - Festival internacional «Art islamique» a la universitat Emir Abd El- Kader a Constantina
- 1998 - Fundació Aurassiana de ciències, arts i cultura, (F.A.S.A.C) a Batna
- 2002 - 1r Saló Nacional d'arts plàstiques a Batna sota el lema «Els couleurs de l'Aurès».
- 2002 - VII Saló nacional d'arts plàstiques a Guelma.
- 2002 Primera exposició d'art contemporani a Batna
- 2004 - Exposició col·lectiva « couleurs de l'est» (clores de l'est) a la sala Med Issiakhem de Constantina.
- 2004 - Paló d'Arts Plàstiques de l'est a la Galeria mohamed Racim, a Alger
- 2005 - Exposició a l'Hotel El Aourassi, a Alger (Jornada mundial de la dona)
- 2005-Exposició nacional a la galeria Med Racim, a Alger (homenatge a l'artista mort Aicha Haddad).
- 2005-Saló de les arts plàstiques en el palau de la cultura d'Alger (Festa de la Llibertat)
- 2005-Exposició nacional a la galeria Temmam, a Alger (homenatge a l'artista mort Ismail Samssoum).
- 2005-Exposició a la wilaya de Gíger (Dia de la Joventut)
- 2005-Exposició col·lectiva a Sitifis (capital de partit).
- 2006 - VII saló de les arts plàstiques, al palau de la cultura d'Annaba.
- 2006- Exposició a duo al Festival internacional de Timgad.
- 2006-Exposició individual a Gíger en paral·lel al simposi Algerià-Francès de farmacologia
- 2006-Segona exposició nacional de belles arts en Biskra.
- 2007 - Exposició nacional a la galeria de Md Racim – Alger (Dia mundial de la dona)
- 2007-Exposició nacional a Sersell.
- 2007-Saló nacional de la dona creadora, en Sitifis.
- 2007-Saló de l'escultura sota l'eslògan: (la beauté de dt. ville - labelleza de la meva localitat) en Sétif.
- 2007-Exposició en la galeria « Thevest» - Alger
- 2007-Segon Saló nacional de l'escultura en Batna
- 2007-Exposició en la Facultat de Medicina en Constantina en paral·lel al seminari Algerià-Francès sota el tema: Hemofília.
- 2007-Saló nacional de les arts plàstiques en Djelfa.
- 2008 -Saló de l'escultura Algeriana al teatre de verdura a Alger.
- 2008-Exposició a duo a la casa de la cultura (Mohamed el-Aid el-Khalifa) a Batna
- 2009 - Saló magrebí de les arts plàstiques a Annaba.
- 2009-Exposició col·lectiva a la Galeria Racim en homenatge a Aicha Haddad i Flidjani Kheira – Alger
- 2009- Exposició col·lectiva en homenatge a Djamila Bent Mohamed a la gran Sala del Complex Cultural Laadi Flici; Teatre de verdura -Alger
- 2009-"Printemps de Femme" (primaveres de dona), Galeria « Thévest» -Alger-
- 2009- Saló de Tardor al palau de la cultura-Alger-
- 2009-Exposició a duo a la casa de la cultura a Batna
- 2010-La dona creadora al teatre regional de Skikda.
- 2010-Festival internacional de la Cal·ligrafia Àrab al museu de la il·luminació, miniatura i la cal·ligrafia –Casbah- a Alger
- 2010- Creacions femenines al palau de la cultura de Skikda.
- 2010- VI edició Del Taller Nacional de la Cal·ligrafia Àrab, a la casa de la cultura Hassan El Hassani de Médéa.
- 2010-Exposició individual al palau de la cultura de Skikda.
- 2010- Exposició individual a la casa de la cultura Mohamed El-Aid El-Khalifa, de Batna
- 2010-Saló nacional de l'art islàmic a Batna
- 2010- Saló nacional de l'escultura a Batna

### Exposicions internacionals
- 2003 - L'any d'Algèria a França, al taller-galeria Karim Meziani de Niça i a la Galeria Nithael de Niça, Lilla i Lió
- 2007- La setmana Cultural Algeriana, a Aràbia Saudita.
- 2009- Exposició Portis ouvertes des ateliers d'artistes (Portes obertes dels tallers dels artistes) a França, organitzat pels Departaments del Nord i de Pas de Calais.